# Insurgency: Sandstorm
Insurgency: Sandstorm est un jeu de tir à la première personne tactique multijoueur, développé par New World Interactive pour Windows, Linux, macOS, PlayStation 4 et Xbox One. Il s'agit de la suite du jeu Insurgency sorti en 2014. Le jeu sort d'abord sur PC le 12 décembre 2018, puis sur PlayStation 4, PlayStation 5, Xbox One et Xbox Series le 29 septembre 2021.

## Système de jeu
Le jeu est similaire à son prédécesseur : le gameplay se veut réaliste et l'interface est très épurée, sans barre de vie ni compteur de munition.
En début de partie, les joueurs doivent choisir une classe et peuvent ensuite sélectionner leurs armes et accessoires en utilisant des points d'équipement qui sont en nombre limité. Le poids de l'équipement doit être pris en compte car il ralentit la vitesse de déplacement.
Le jeu est punitif, les personnages disposent de peu de points de vie et les armes peuvent tuer en quelques balles, même si les joueurs portent des armures lourdes. Il existe deux moyens de réapparaître. Soit l'équipe dispose de vagues de réapparitions qui se déclenchent automatiquement lorsqu'une proportion assez grande de l'équipe est tuée, soit l'équipe réalise un des objectifs ce qui permet la réapparition immédiate des coéquipiers morts.

### Objectifs
Le système d'objectifs est composé de deux mécaniques distinctes. Le type d'objectif le plus présent est une zone à capturer. Plus une équipe a de membres présents sur la zone, plus la capture se fait rapidement. Si les deux équipes ont autant de joueurs, la capture est considérée en point mort et le pourcentage de capture ne varie pas. Pour que la capture soit complète, il faut impérativement qu'aucun ennemi ne se trouve sur la zone, sinon celle-ci est en blocage à 99%. Si les ennemis bloquant la capture meurent ou s'ils quittent la zone, celle-ci est immédiatement capturée.
Lorsqu'un joueur entame une capture, un message radio prévient tous les joueurs et l'icône de l'objectif se met à clignoter. L'icône continuera de clignoter jusqu'à ce que la capture soit complétée ou qu'elle redescendent à 0%. Ainsi, la clignotement n'indique pas la présence effective de joueurs sur la zone, simplement qu'elle est en partiellement capturée.
Le deuxième type d'objectifs est une cache d'arme qui doit être détruite. Cela peut se faire en lançant des grenades à fragmentation ou incendiaires à proximité, en utilisant un lance-roquette, en ordonnant un tir de soutien avec le Commandant ou en plantant directement un explosif dessus.
La réalisation d'un objectif permet, dans tous les modes, de jeu de faire réapparaître ses coéquipiers morts. Le mode Team Deathmatch ne contient pas de tels objectifs, l'unique but étant de tuer ses adversaires.

### Modes

#### Coopératif
- Checkpoint : Les 8 joueurs forment une équipe et doivent capturer ou détruire une série de 7 à 8 objectifs. Certains objectifs, une fois conquis, doivent être défendus pendant 2 minutes face à une offensive de l'ordinateur. Ces contre-attaques se déclenchent aléatoirement, sauf pour le dernier objectif où il y en a toujours une.
- Checkpoint Hardcore : Les objectifs sont les mêmes qu'en Checkpoint classique. Les joueurs sont cependant limités à un seul joueur par classe et lorsqu'ils réapparaissent après être morts, ils n'ont pas d'armure et sont munis d'un simple fusil de précision sans viseur, un pistolet et une grenade fumigène. Le HUD est également plus limité, n'affichant pas les indicateurs d'objectifs ni de coéquipiers à moins d'être très proche d'eux.
- Frenzy : Adaptation de gameplay coopératif contre des zombies. Les ennemis ne disposent que de couteaux et de cocktail molotovs pour attaquer les joueurs. Les objectifs sont les mêmes que dans le mode Checkpoint.

#### Versus
- Push : L'équipe attaquante doit capturer quatre objectifs consécutifs et détruire un cinquième. Les attaquants commencent avec 5 vagues de réapparitions et en obtiennent d'additionnelles lors de la capture d'objectifs. Les défenseurs débutent avec toutes leurs vagues, mais s'ils perdent le quatrième objectif, une vague est utilisée et plus aucune ne pourra l'être, ils se retrouvent donc à défendre leur cache d'arme sans possibilité de réapparaître s'ils meurent. La manche se finit si les attaquants réussissent à détruire la cache d'arme, s'ils tuent tous les défenseurs après avoir capturé les quatre premiers objectifs ou si tous les attaquants sont morts et qu'ils n'ont plus de vague de renfort. La partie est jouée en 14 contre 14 et se déroule en deux manches avec un changement de camp après la première manche.
- Frontline : Trois ou cinq zones à capturer et deux caches d'armes sont placées sur la carte et réparties entre les deux équipes. Chaque équipe débute la partie avec une ou deux zones et une cache d'arme. Les premiers combats se déroulent autour de la zone centrale neutre, seule zone déverrouillée. Une fois conquise par une équipe, celle-ci devient, pour l'équipe victorieuse, la zone à défendre, tandis que la prochaine zone est débloquée et peut être à son tour conquise. À tout moment, seule la zone la plus avancée de chaque équipe est à défendre ou conquérir. La zone de combat se déplace donc sur la carte au fur et à mesure des conquêtes. La victoire est atteinte lorsque l'équipe adverse n'a plus de vague de renfort et qu'elle est entièrement tuée, lorsque la cache d'arme ennemie a été débloquée et détruite. La partie est jouée en 14 contre 14.
- Firefight : Trois zones à capturer sont réparties sur la carte, l'une contrôlée par les insurgés, une autre par les forces de sécurité et une dernière neutre. Chaque joueur ne dispose que d'une seule vie, mais peut réapparaître si son équipe capture un objectif. Pour gagner, une équipe doit contrôler les trois objectifs, tuer la totalité de l'équipe adverse ou contrôler deux des trois zones à la fin du temps réglementaire. La partie est jouée en 12 contre 12[2] et se déroule en 4 manches et les équipes changent de camp après 2 manches.
- Skirmish : Trois zones de capture et deux caches d'armes sont réparties entre les deux équipes. Tant que la cache d'armes d'une équipe n'est pas détruite, cette équipe gagne une vague de renfort supplémentaire chaque fois qu'elle capture une zone. Il y a trois manières différentes de remporter la partie : soit en détruisant la cache d'armes adverse et en capturant toutes les zones, soit en tuant tous les adversaires une fois qu'ils n'ont plus de vague de renforts disponible, soit en contrôlant deux des trois zones à capturer à la fin du temps réglementaire. La partie est jouée en 16 contre 16.  Ce mode de jeu a été retiré des serveurs officiels lors de la mise à jour 1.4.1[2].

#### Compétitif
Ce mode est joué de la même manière que Firefight, mais les équipes sont réduites à 5 joueurs. Les classes, armes et accessoires disponibles sont plus limités que dans les autres modes de jeu. La durée de la manche est également diminuée à seulement 2 minutes 30. Un temps supplémentaire de 59 secondes est disponible si les conditions de victoires n'ont pas été atteintes lors du temps réglementaire. La partie se déroule en 8 manches avec un changement de camp à la cinquième. En cas d'égalité, des manches supplémentaires sont jouées jusqu'à ce qu'une équipe ait 2 manches d'avance; les équipes alternent de camp après chaque manche.
Ce mode de jeu permet d'obtenir un rang parmi cinq catégories : bronze, argent, or, platine et diamant; chacune étant subdivisée, allant de 4 pour le rang le plus faible, à 1. Ainsi il y a 20 rangs au total qui vont de bronze 4 à diamant 1. Des récompenses, selon le rang, pour personnaliser son personnage ont été annoncées. Pour éviter qu'un joueur ne puisse conserver son rang sans jouer, une absence de participation au mode compétitif trop longue provoque une diminution du rang.

#### Arcade
Le mode arcade a été introduit lors de la mise à jour du 28 février 2019. Dans cette catégorie, seul certains des modes suivants sont disponibles à tout moment sur les serveurs officiels. Les modes en vigueur changent à intervalles réguliers. Les autres modes sont jouables sur les serveurs de la communauté.
- Capture de points en pleine tête : Les parties sont jouées soit en Firefight, soit en Skirmish, mais seuls les tirs à la tête et les explosifs occasionnent des dégâts.
- Team Deathmatch : Les joueurs sont séparés en deux équipes de 12 membres. La première équipe qui tue 150 adversaires remporte la partie. Si ce nombre n'est pas atteint au bout de 15 minutes, c'est celle qui a tué le plus de joueurs ennemis qui remporte la partie.
- Team Deathmatch Vampire : Les mêmes règles que Team Deathmatch s'appliquent. En addition, lorsque les joueurs infligent des dégâts aux adversaires, ils soignent leur propre vie, jusqu'à un seuil maximal.
- Domination : Mode versus joué sur les cartes Firefight. Toutes les 5 secondes, chaque zone contrôlée par une équipe rapporte 1 point à celle-ci. L'équipe victorieuse est celle accumulant 150 points la première.
- Gros sous : Mode coopératif où les joueurs débutent avec aucun points d'équipements. Seul un pistolet et le couteau leur sont donc disponibles. Au fil de la partie, ils peuvent gagner des points d'équipements en tuant l'équipe adverse ou en réalisant les objectifs habituels du mode Checkpoint. En cas de défaite, les points d'équipements sont conservés pour la manche suivante.
- Pistoléros : Mode coopératif où seuls les seules armes disponibles à l'équipement sont les pistolets et les explosifs. Néanmoins, les armes que les ennemis font tomber lorsqu'ils meurent sont récupérables.
- Task Force 666 : Mode coopératif avec les ennemies du mode Frenzy et les règles du mode Hardcore, mais de nuit sur la carte Farmhouse et permettant aux joueurs de gagner des points de vie jusqu'à un seuil limite lorsqu'ils occasionnent des dégâts aux ennemis.

### Classes
Dans les modes coopératifs et versus, huit classes sont disponibles. Les personnages n'ont pas de caractéristiques différentes, mais ont chacun accès à des armes et accessoires différents.
- Fusilier : Seule classe à ne pas être limitée en nombre de joueurs par équipe et également classe la plus polyvalente, elle peut équiper des fusils d'assaut et de combat.
- Casseur (2 joueurs maximum) : Armé de pistolets mitrailleurs ou de fusils à pompe, le casseur est spécialiste des combats rapprochés.
- Conseiller (2 joueurs maximum) : Armé d'armes décrites comme "exotiques" tels que le P90, le Vector, l'ACE 52 (en) ou encore le Tavor.
- Démolisseur (1 joueur maximum) : Dispose de lance-roquettes, de lance-grenades, de mines anti-char et d'engins explosifs improvisés.
- Tireur d'élite (1 joueur maximum) : A accès aux armes de précision à longue distance tels que les fusils verrou M24 et Mosin-Nagant, les fusils semi-automatiques M110 SASS et SVD, ou encore les fusils semi-automatiques de gros calibre M82A1 CQ et M99 (en).
- Artilleur (1 joueur maximum) : Cette classe peut équiper les fusils mitrailleurs et mitrailleuses légères PKM, RPK et MG3 pour les insurgés, M249, M240B et M50 pour la sécurité.
- Observateur (2 joueurs maximum) : Muni d'une radio, ce personnage sert à contacter le QG pour demander des tirs de soutien sur ordre du commandant. Il dispose des mêmes armes et accessoires que le fusilier.
- Commandant (1 joueur maximum) : Chef d'équipe équipé de jumelles lui permettant d'ordonner des tirs de soutien s'il est à proximité d'un observateur. Il dispose des mêmes armes et accessoires que le fusilier.

Dans le mode compétitif, qui se joue à 5 joueurs, seules trois classes sont disponibles.
- Assaillant : L'assaillant a accès aux fusils d'assaut et de combat. C'est la classe principale de ce mode de jeu, jusqu'à 4 joueurs par équipe peuvent le sélectionner.
- Contourneur : Équivalent du casseur, cette classe a accès aux fusils à pompe et aux pistolets mitrailleurs. Ces armes ont un poids plus faible que les fusils d'assaut ce qui permet au Contourneur d'être plus rapide que les assaillants ou snipers. Il ne peut y en avoir au maximum que 2 par équipe.
- Sniper : Uniquement deux armes de précision sont disponibles, le M24 pour les forces de sécurité et le Mosin-Nagant pour les insurgés. Il ne peut y avoir qu'un seul sniper par équipe.

Dans le mode arcade Team Deathmatch, seule la classe exécuteur est disponible, celle-ci a accès à toutes les armes du jeu.

### Accolades
En fin de partie, jusqu'à 3 accolades par équipe (6 dans le mode Checkpoint) sont décernées aux joueurs selon leur participation.
| Accolade                                     | Conditions |
| -------------------------------------------- | --- |
| Homme du match                               | Obtenir le plus de points dans la manche                                                                                       |
| Azraël                                       | Obtenir un score d'au moins 500 points et survivre pendant toute la manche                                                     |
| Méconnu                                      | Obtenir le plus d'assistances dans la manche                                                                                   |
| Maître du suspense                           | Gagner la dernière manche en tant que dernier survivant                                                                        |
| Maître des demandes de tirs de soutien       | Réaliser le plus grand nombre de demandes de tirs de soutien en tant qu'Observateur                                            |
| Éliminations                                 | |
| Maître des éliminations                      | Obtenir le plus grand nombre d'éliminations                                                                                    |
| Tadaima !                                    | Tuer un ennemi avec une porte                                                                                                  |
| Conduite agressive                           | Tuer un ennemi avec un véhicule                                                                                                |
| Casse-tête                                   | Réussir 5 tirs en pleine tête                                                                                                  |
| Chasseur de tête                             | Réussir 10 tirs en pleine tête                                                                                                 |
| Destructeur de dômes                         | Réussir 15 tirs en pleine tête                                                                                                 |
| Maître des tirs en pleine tête               | Obtenir le plus grand nombre de tirs en pleine tête                                                                            |
| Méconnu                                      | Obtenir le plus d'assistance dans la manche                                                                                    |
|                                              | Tuer 3 ennemis par derrière en se battant au corps à corps                                                                     |
| Diaw                                         | Tuer 3 ennemis avec une seule grenade                                                                                          |
|                                              | Tuer 4 ennemis avec une seule grenade                                                                                          |
|                                              | Tuer 5 ennemis avec une seule grenade                                                                                          |
| Exploseur                                    | Tuer le plus d'ennemies avec des grenades, roquettes ou d'autres explosifs (hors tirs de soutien) avec au moins 5 éliminations |
| Communicatif                                 | Tuer le plus d'ennmis avec des tirs de soutien en tant qu'Observateur avec au moins 8 éliminations                             |
| Chef né                                      | Tuer le plus d'ennemis avec des tirs de soutien en tant que Commandant avec au moins 8 éliminations                            |
| Maître des élimintations avec tir de soutien | Obtenir le plus grand nombre d'éliminations avec des tirs de soutien en tant que Commandant                                    |
| Charognard                                   | Tuer 10 ennemis avec une arme ramassée                                                                                         |
| Recyclage                                    | Tuer 25 ennemis avec une arme ramassée                                                                                         |
| Système D                                    | Tuer 30 ennemis avec une arme ramassée ou en se battant au corps à corps.                                                      |
|                                              | Tuer le plus d'ennemis au pistolet avec au moins 15 éliminations                                                               |
| Colombes requises                            | Tuer le plus d'ennemis avec un fusil à pompe avec au moins 20 éliminations                                                     |
| À l'ancienne                                 | Tuer le plus d'ennemis avec un fusil à verrou et sans lunette avec au moins 20 éliminations                                    |
| Stable                                       | Tuer le plus d'ennemis avec un fusil à verrou à lunette avec au moins 20 éliminations                                          |
| Soigner son entrée                           | Tuer le plus d'ennemis avec une mitraillette avec au moins 30 éliminations                                                     |
| Conventionnel                                | Tuer le plus d'ennemis avec un fusil d'assaut ou de combat avec au moins 30 éliminations                                       |
| Sourd                                        | Tuer le plus d'ennemis avec une mitrailleuse sur pivot avec au moins 10 éliminations                                           |
| Plein Volume                                 | Tuer le plus d'ennemis avec une mitrailleuse avec au moins 30 éliminations                                                     |
| Regardez-moi ce ration !                     | Obtenir 20 éliminations et un ratio éliminations/morts de 3:1 ou plus en Versus, mais ne pas compléter un seul objectif        |
| Nettoyeur                                    | Tuer 45 ennemis en Checkpoint                                                                                                  |
| Opérateur                                    | Tuer 75 ennemis en Checkpoint                                                                                                  |
| Maître des éliminations offensives           | Tuer le plus d'ennemis qui défendaient un objectif                                                                             |
| Maître des éliminations défensives           | Tuer le plus d'ennemis qui capturaient un objectif                                                                             |
| Objectifs                                    | |
| Cache détruite                               | Détruire une cache d'armes faisant office d'objectif ennemi                                                                    |
| Finisseur                                    | Détruire l'objectif final en mode Push                                                                                         |
| Rien à redire                                | Capturer tous les objectifs en mode Firefight                                                                                  |
| Maître de la capture d'objectifs             | Capturer le plus grand nombre d'objectifs                                                                                      |
| PTFO                                         | Capturer tous les objectifs et survivre pendant toute la manche                                                                |
| Zéro pression                                | Faire réapparaitre l'équipe en complétant un objectif en tant que dernier survivant                                            |

## Accueil
Insurgency: Sandstorm reçoit un bon accueil critique, avec une note de 78/100 sur Metacritic. Le réalisme, l’exigence et l'immersion du jeu sont particulièrement appréciées. Le mode coopératif est cependant jugé moins intéressant que les modes multijoueurs par Jeuxvideo.com, et l'absence de campagne solo est regrettée,.